# Cryptus mundus
Cryptus mundus là một loài tò vò trong họ Ichneumonidae.